# Turniej o Brązowy Kask 1990
Turniej o Brązowy Kask 1990 – zawody żużlowe, organizowane przez Polski Związek Motorowy dla zawodników do 19. roku życia. W sezonie 1990 zwycięzców wyłoniono na podstawie wyników jednego turnieju finałowego, rozegranego w Tarnowie (pierwszy turniej, który miał się odbyć w Krośnie, nie został rozegrany z powodu deszczu).

## Finał
- 19 września 1990 r. (środa), Tarnów

| Msc. | Zawodnik               | Klub              | Pkt  |             |  |
| ---- | ---------------------- | ----------------- | ---- | ----------- |  |
| 1    | Robert Kużdżał         | Unia Tarnów       | 14   | (2,3,3,3,3) |  |
| 2    | Adam Łabędzki          | Unia Leszno       | 13   | (2,3,2,3,3) |  |
| 3    | Jacek Rempała          | Unia Tarnów       | 11+3 | (3,3,2,d,3) |  |
| 4    | Mariusz Sielski        | Polonia Bydgoszcz | 11+w | (3,2,2,2,2) |  |
| 5    | Tomasz Kornacki        | Polonia Bydgoszcz | 11+w | (2,2,2,2,3) |  |
| 6    | Marek Hućko            | Stal Gorzów Wlkp. | 10   | (1,3,3,3,d) |  |
| 7    | Robert Sawina          | Apator Toruń      | 9    | (3,1,0,3,2) |  |
| 8    | Janusz Ślączka         | Stal Rzeszów      | 7    | (2,d,1,2,2) |  |
| 9    | Sławomir Rypień        | Unia Leszno       | 6    | (3,1,0,1,1) |  |
| 10   | Paweł Grycaj           | Unia Leszno       | 6    | (1,u,3,1,1) |  |
| 11   | Piotr Baron            | Apator Toruń      | 5    | (d,1,3,1,t) |  |
| 12   | Marek Mróz             | Kolejarz Opole    | 5    | (1,1,1,0,2) |  |
| 13   | Tomasz Pawelec         | Motor Lublin      | 5    | (1,2,1,d,1) |  |
| 14   | Paweł Borowiecki       | GKM Grudziądz     | 4    | (0,0,1,2,1) |  |
| 15   | Dariusz Hełmecki       | Sparta Wrocław    | 0    | (0,d,0,0,0) |  |
| 16   | Paweł Jąder            | Unia Leszno       | 0    | (w,-,-,-,-) |  |
|      | rez. Leszek Sokołowski | Polonia Bydgoszcz | 3    | (2,1,0)     |  |
|      | rez. Artur Leśniak     | KKŻ Krosno        | 0    | (0,0)       |  |
|      | Waldemar Szuba         | Sparta Wrocław    |      |             |  |